# Isabel dels Baus
Isabel dels Baus   (Minervino Murge, 24 de juny de 1468 (Gregorià) - Ferrara, 22 de maig de 1533 (Gregorià)) també coneguda com a Elisabet dels Baus, va ser una aristòcrata italiana, reina consort de Nàpols. També va ser suo iure duquessa d'Àndria i de Venosa i princesa d'Altamura.
Va ser promesa de Francesc de Nàpols, duc de Calàbria i fill hereu de Ferran I de Nàpols; però mort aquell, fou casada amb un germà seu, Frederic, que esdevindria Frederic III de Nàpols. Quan el seu regne va ser ocupat per Ferran II de Catalunya-Aragó, va seguir el seu marit al seu exili de França i, un cop vídua el 1504, va tornar a viure a Itàlia, a la cort dels Este.
Va ser mare de Ferran d'Aragó, duc de Calàbria.